# Tratto quantitativo
Un carattere quantitativo è un carattere fenotipico variabile in modo continuo, come l'altezza di una pianta, e non discreto, come invece il numero di foglie o l'aspetto rugoso o liscio dei semi usati da Gregor Mendel nei suoi esperimenti.

## QTL
Un QTL (dall'inglese Quantitative Trait Locus) è una regione di DNA associata ad un particolare carattere quantitativo. Il QTL è strettamente associato ad un gene che determina il carattere fenotipico in questione o partecipa nella sua determinazione. Normalmente infatti un carattere quantitativo è determinato dalla somma dell'azione di più geni (un fenomeno detto additività). Di conseguenza più QTL, che possono trovarsi anche su diversi cromosomi, sono associati ad un singolo carattere. Il numero di QTL coinvolti in un carattere fornisce informazioni sull'architettura genetica del carattere; per esempio indica se l'altezza di una pianta è determinata da molti geni, l'effetto di ognuno dei quali è di portata limitata, oppure invece da pochi geni con un effetto più marcato. Oltre al numero di QTL alla base del controllo di un carattere, un ruolo fondamentale è ricoperto dalla specie: in alcune infatti l'effetto dei QTL è più marcato mentre in altre meno. Bisogna anche ricordare che, a differenza dei caratteri qualitativi, in quelli quantitativi, e di conseguenza anche nei QTL, l'ambiente svolge un ruolo molto importante nella determinazione del fenotipo.

## QTG
Un uso tipico dei QTL è l'identificazione dei geni candidati (chiamati in questo caso QTG, ovvero quantitative trait genes) che determinano un carattere fenotipico. Il sequenziamento della regione di DNA identificata può quindi permettere di identificare i geni presenti e di confrontarli con geni di funzione già nota, per tentare una caratterizzazione funzionale e fornire un modello molecolare della determinazione del carattere fenotipico.

## QTN
A volte la modifica di un singolo nucleotide in un QTL ha effetti fenotipici rilevanti e spiega una parte della variabilità del carattere fenotipico quantitativo. Tale Polimorfismo a singolo nucleotide (SNP) viene chiamato in questo caso QTN, ovvero quantitative trait nucleotide.
Uno sviluppo recente è la combinazione dell'analisi classica dei QTL con i profili di espressione dei geni, ottenuti ad esempio tramite la tecnica dei DNA microarray. Questi profili di espressione dei QTL (e-QTLs) descrivono elementi cis- e trans- di controllo dell'espressione di geni spesso associati a malattie. Gli effetti epistatici osservati sono risultati utili ai fini dell'identificazione dei QTG, tramite una verifica incrociata dei geni del locus interagente con i database disponibili di sequenze metaboliche e letteratura scientifica.

## Mappatura QTL
La mappatura QTL è lo studio statistico degli alleli che si trovano in un punto e dei fenotipi (tratti fisici) che producono. Siccome la maggior parte dei tratti che interessano sono governati da più di un gene, definire e studiare l'intera allocazione dei geni connessi ad un tratto determina la probabilità di comprendere quale effetto il genotipo di un individuo può avere nel mondo reale. 
L'analisi statistica è richiesta per dimostrare che geni differenti interagiscono tra loro e per determinare se essi producano un effetto significativo sul fenotipo.
I QTL identificano una particolare regione del genoma come contenente un gene che è associato ai tratti posti sotto esame. Sono mostrati come intervalli attraverso un cromosoma, dove la probabilità di associazione è descritta per ciascun marker usato nell'esperimento di mappatura.